# شيم أخضر
شيم أخضر (الاسم العلمي: Caranx caballus) (بالإنجليزية: Green jack)‏ هو نوع من الأسماك يتبع جنس الشيم من فصيلة الشيميات.